# Éric Elena
Pour les articles homonymes, voir Elena.
Éric Elena, né le 6 août 1962 à Monaco, est un homme politique monégasque.

## Biographie

### Famille
Il est le frère de Daniel Elena, copilote de rallye et nonuple champion du monde.
Marié, il a deux enfants.

### Engagement associatif
Il préside la Monaco basket association (MBA).

### Engagement politique
Aux élections nationales de 2013, il est l'une des têtes d'affiche de la liste « Renaissance », regroupant des employés de la société des bains de mer de Monaco (SBM). À l'issue des élections, il est le seul élu de la liste.
Il dépose une proposition de loi visant à réglementer le travail de nuit. Il dit se sentir proche d'autres conseillers nationaux comme Jacques Rit, Jean-Louis Grinda, Bernard Pasquier ou Marc Burini.